# Hypoponera abeillei
Hypoponera abeillei is een mierensoort uit de onderfamilie van de Ponerinae. De wetenschappelijke naam van de soort is voor het eerst geldig gepubliceerd in 1881 door André.